# Parvin Ardalan
Parvin Ardalan (Perzisch : پروین اردلان) (Teheran, 1967) is een militante Iraanse feministe en activiste voor vrouwenrechten. Ze is ook journaliste en schrijfster. Ardalan is een van de stichtende leden van de One Million Signatures Campaign, een Iraanse campagne voor vrouwenrechten. Ze was redactrice van het feministische webzine Zanestân (land van de vrouwen, ondertussen opgeheven) en van het tijdschrift Zanân, dat verboden werd in januari 2008. Parvin Adarlan kreeg de Olof Palme-prijs voor het jaar 2007. Op 6 maart 2008 zou ze die prijs ontvangen in Stockholm, maar op 3 maart 2008 werd ze door de Iraanse autoriteiten in hechtenis genomen.